# Peter Johannesson
Peter Johannesson (12 de mayo de 1992) es un jugador de balonmano sueco que juega de portero en el GOG Gudme. Es internacional con la selección de balonmano de Suecia.
Su primer gran campeonato con la selección fue el Campeonato Mundial de Balonmano Masculino de 2021, donde su selección consiguió la medalla de plata.

## Palmarés

### IK Sävehof
- Liga sueca de balonmano masculino (3): 2010, 2011, 2012
- EHF Challenge Cup (1): 2014

### TBV Lemgo
- Copa de Alemania de balonmano (1): 2020

## Clubes
| Club                     | País      | Año         |
| ------------------------ | --------- | ----------- |
| IK Sävehof               | Suecia    | 2009 - 2015 |
| HBW Balingen-Weilstetten | Alemania  | 2015 - 2017 |
| TBV Lemgo                | Alemania  | 2017 - 2022 |
| Bergischer HC            | Alemania  | 2022 - 2024 |
| GOG Gudme                | Dinamarca | 2024 - Act. |